# Concentration wallonne
La Concentration wallonne est une association belge d'action wallonne. Elle organisa dix congrès dits de « concentration wallonne » qui se tinrent de 1930 à 1939. Elle fut présidée par l'abbé Jules Mahieu de 1937 à 1939.  Son périodique officiel fut La Wallonie nouvelle.
Encyclopédie du mouvement wallon tome 1, p. 321-326, article de Micheline Libon. Lire en ligne .